# Papiro 25

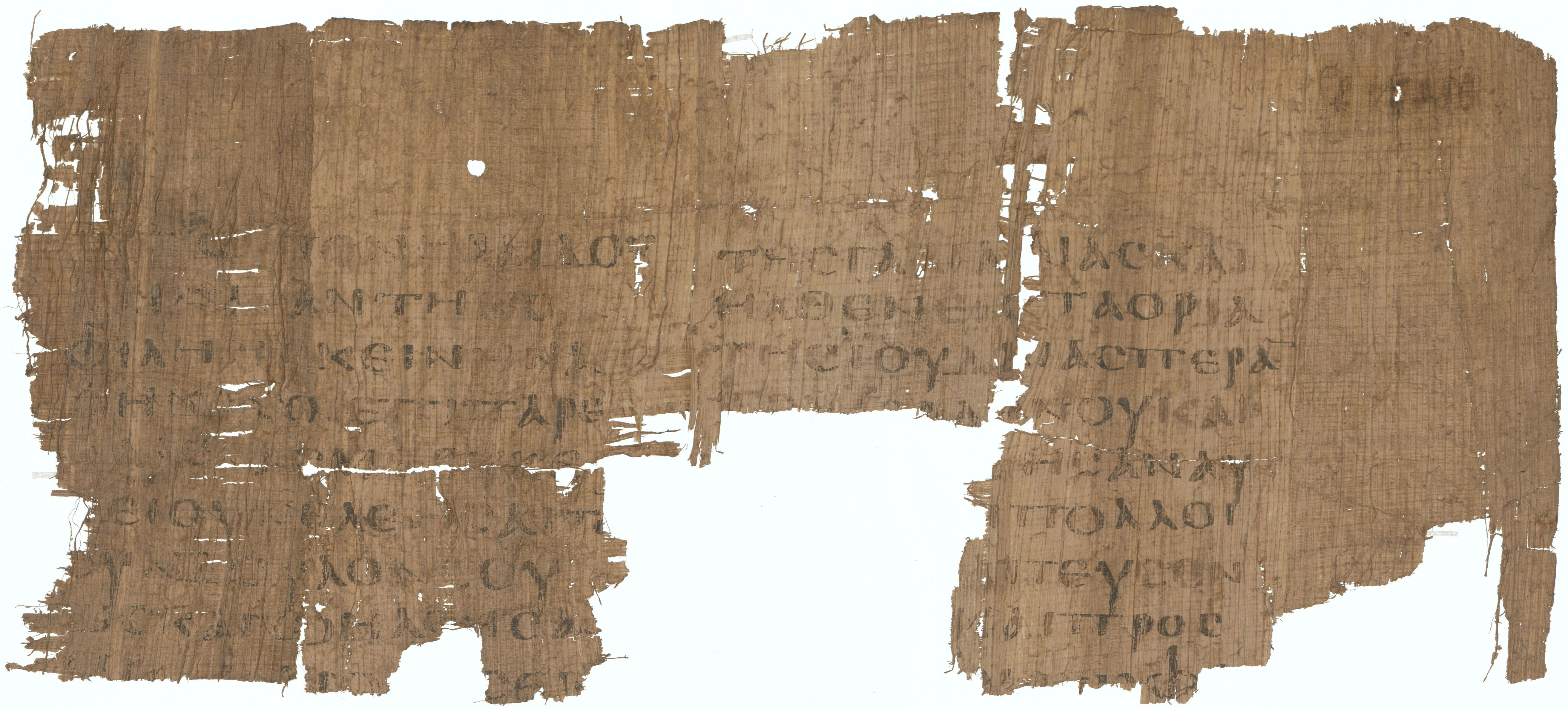
Papiro 25. Copia antigua del Nuevo Testamento.

El Papiro 25 (en la numeración Gregory-Aland), designado como {\displaystyle {\mathfrak {P}}}25, es una copia antigua del Nuevo Testamento en griego koiné. 

## Descripción
Es una manuscrito en papiro y formaba parte de un códice, contiene parte del Evangelio según Mateo, aunque únicamente Mateo 18:32-34; 19:1-3.5-7.9-10. ↵El manuscrito ha sido asignado paleográficamente a principios del siglo IV.

## Texto
El texto griego de este códice no es clasificable por su carácter textual diatesárico (como el Durapergamino 24 (Uncial 0212). Aland no lo ubicó en ninguna de las categorías de los manuscritos del Nuevo Testamento.

## Ubicación
Actualmente está guardado en los Museos Estatales de Berlín, (en el Inv. no. 16388) en Berlín.

## Lectura adicional
- Otto Stegmüller, Ein Bruchstück aus dem griechischen Diatessaron, ZNW 37 (1938), pp. 223-229.

- Datos: Q555068
- Multimedia: Papyrus 25 / Q555068